# Paul Colas
Paul René Colas (París, 6 de maig de 1880 – París, 9 de setembre de 1956) va ser un tirador francès que va competir durant el primer quart del segle XX i que va prendre part en quatre edicions dels Jocs Olímpics, el 1908, 1912, 1920 i 1924.
El 1908 va prendre part en els Jocs Olímpics de Londres, on va disputa tres proves del programa de tir. Va guanyar una medalla de bronze en la prova de Carrabina per equips, fou vint-i-cinquè en la de rifle lliure, 300 metres, tres posicions i vint-i-vuitè en la de rifle militar, 1000 iardes.
El 1912 va disputar els seus segons Jocs Olímpics, amb la participació en cinc proves del programa de tir. Guanyà l'or en les proves de rifle lliure, 300 metres tres posicions i rifle lliure, 600 metres. En la de rifle lliure, 300 metres per equips fou quart, cinquè en rifle militar per equips i vint-i-dosè en rifle militar, 300 metres tres posicions.
El 1920, un cop superada la Primera Guerra Mundial, disputà els seus tercers Jocs Olímpics. A Anvers disputà dues proves del programa de tir i sols destaca la setena posició en la prova del rifle lliure, 300 metres per equips.
El 1924, a París, disputà els seus darrers Jocs Olímpics, amb una medalla de plata en l'única prova que disputà, la de rifle lliure per equips.